# Нашонал Харбор (Мериленд)
Нашонал Харбор (енгл. National Harbor) насељено је место без административног статуса у америчкој савезној држави Мериленд.

## Демографија
По попису из 2010. године број становника је 3.788.
| Група             | 2000.    | 2010.         |
| Белци             | 0 (0,0%) | 496 (13,1%)   |
| Афроамериканци    | 0 (0,0%) | 2.450 (64,7%) |
| Азијати           | 0 (0,0%) | 418 (11,0%)   |
| Хиспаноамериканци | 0 (0,0%) | 356 (9,4%)    |
| Укупно            | 0        | 3.788         |